# Lidia San José
Lidia San José Segura (née à Madrid le 2 janvier 1983) est une actrice espagnole de théâtre et de cinéma.